# Khao tom
Khao tom (em laociano:  ເຂົ້າຕົ້ມtambém escrito kao tom), ou khao tom mat (em tailandês:  ข้าวต้มมัด) é uma sobremesa típica do Laos e Tailândia, feita de arroz glutinoso temperado e cozido no vapor envolto em folhas de bananeira. Outros nomes para o prato são khao tom mad, khao tom kluai, khao tom phat, e khao tom luk yon. Pratos que são semelhantes ao khao tom mat também podem ser encontrado nas Filipinas (conhecido como suman) e Indonésia (lepet).

## Variantes
Esta sobremesa pode ser salgada (recheada com gordura de porco e pasta ou grãos de feijão mungo) ou doce (com recheio de leite de coco e banana). Na Tailândia, khao tom às vezes é colorido de azul com uso de flores Clitoria ternatea.
A variedade de khao tom feita com feijão preto é conhecido como khao tom mat (ข้าวต้มมัด).

## Tradições
A tradição Sai Krachat (ประเพณีใส่กระจาด), também conhecida como Suea Krachat ou Soe Krachat na língua Phuan, é uma tradição Budista do povo Phuan da Tailândia, especialmente do distrito de Ban Mi, na Província de Lopburi. Ele acontece na véspera da celebração do "Grande Sermão de Nascimento". Um dia antes do dia de Sai Krachat, os participantes embrulham khao tom e moem grãos de arroz para fazer macarrão para khao pun (um tipo de sopa). No dia seguinte, Sai Krachat, leva-se itens como bananas, cana de açúcar, laranjas e velas para serem colocadas em cestas de bambu nas casas de pessoas conhecidas, enquanto os donos das casas levam comida já preparada para dar as boas vindas aos seus visitantes. Quando estes últimos desejam voltar para casa, o anfitrião dá khao tom mat como uma espécie de souvenir, que recebe o nome Khuen Krachat.

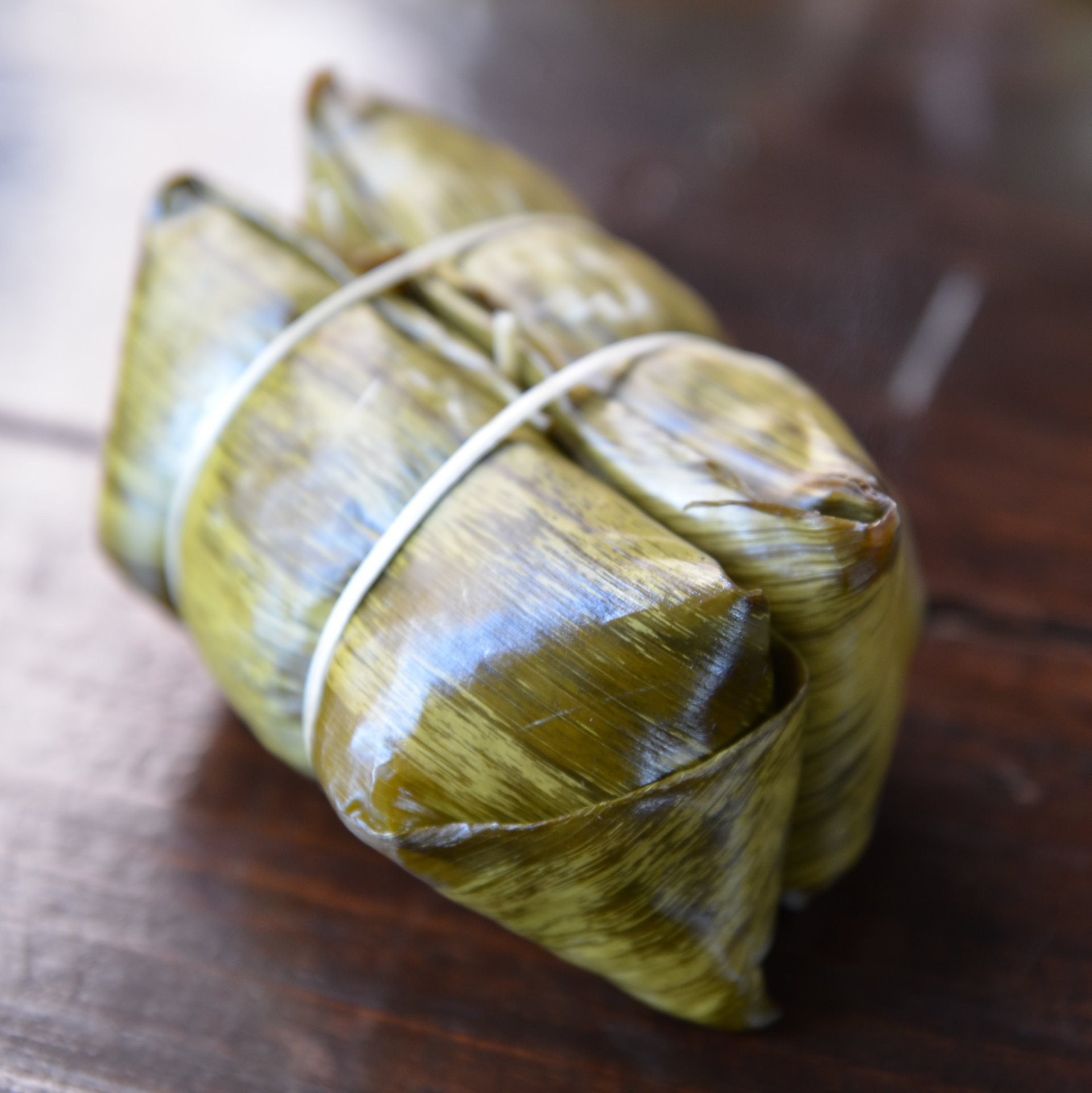
Khao tom mat, enrolado em par

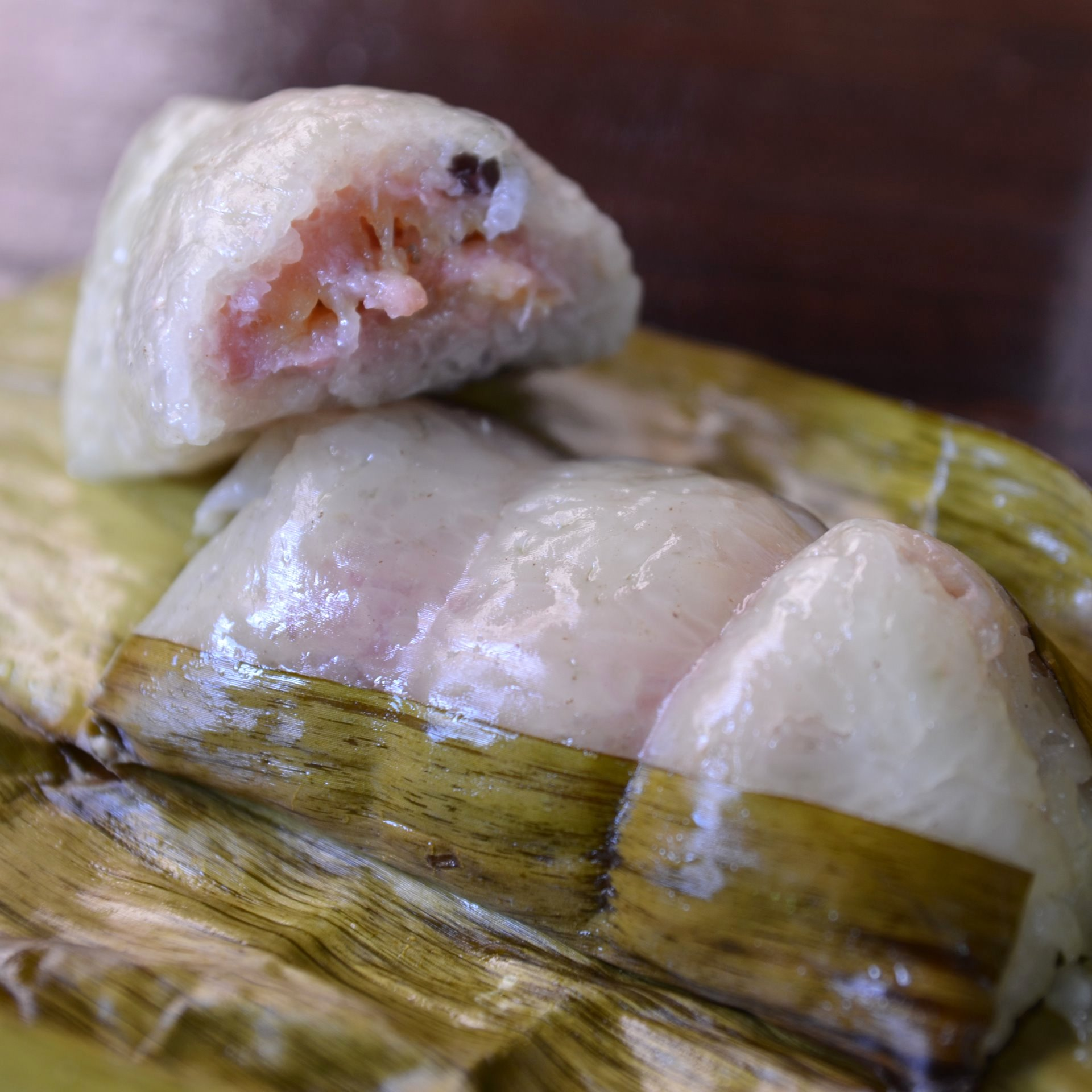
Khao tom mat mostrando o recheio

Na Tailândia, khao tom mat é um símbolo para casais, porque a dupla das sobremesas são conectadas e presas juntas por meio de uma fina corda de bambu. Os tailandeses acreditam que se um par de pessoas oferecem khao tom mat para monges no dia de Khao Phansa, que é o começo dos 3 meses da quaresma budista durante a estação chuvosa e o momento quando os monges se retraem em um mosteire se concentram inteiramente nos ensinamentos Budistas,  a vida de casados será suave e estável, como um par de khao tom mat.